# Solenostoma micranthum
Solenostoma micranthum là một loài rêu tản trong họ Jungermanniaceae. Loài này được (Mitt.) Váňa, Hentschel & J. Heinrichs miêu tả khoa học lần đầu tiên năm.